# Tratado de Paz e Amizade de 1904 entre Chile e Bolívia
O Tratado de Paz e Amizade de 1904 entre o Chile e a Bolívia foi assinado em Santiago do Chile em 20 de outubro de 1904 com a finalidade de delimitar a fronteira Bolívia-Chile através de 96 pontos específicos entre Cerro Zapaleri e Cerro Chipe e regulamentar as relações entre os dois países 20 anos após o fim da Guerra do Pacífico.
Depois de anos de disputa, em 14 de fevereiro de 1879, as tropas chilenas desembarcaram no porto boliviano de Antofagasta começando o conflito que enfrentariam durante vários anos os dois países (além do Peru). Apenas em 1884, o Chile e a Bolívia assinaram um acordo de armistício que terminaria as ações armadas, enquanto era negociado um tratado de paz final.
O Tratado de Paz e Amizade foi discutido por vários anos, especialmente por causa da cessão absoluta e perpétua dos territórios bolivianos ocupados pelo Chile, correspondentes ao antigo Departamento do Litoral (atual Região de Antofagasta), deixando a República da Bolívia, sem acesso ao Oceano Pacífico. O tratado também inclui uma série de disposições a fim de suprir a falta de uma saída marítima soberana, dentro das quais incluem a obrigação do Chile de construir uma ferrovia entre Arica e La Paz, a concessão de créditos, o direito de livre trânsito aos portos do Pacífico e o pagamento de 300 mil libras esterlinas em compensação.
As relações entre Bolívia e Chile desde a ratificação do tratado até à data tem sido marcada por suas disposições. Apenas a partir do final do século XX, a Bolívia abriu a possibilidade de objetar ao tratado.